# Флаг Южной Голландии
Флаг Южной Голландии — официальный символ нидерландской провинции Южная Голландия. Состоит из жёлтого полотнища, на котором изображён красный восстающий лев. Используется с 1986 года.

## Символика

Флаг Южной Голландии (1948—1985)

Флаг создан на основе герба Южной Голландии, на котором также изображён красный лев. Красный и жёлтый — традиционные голландские цвета, они же присутствуют и на флаге Северной Голландии.

## Пропорции
Соотношение длины и ширины флага составляет 2:3, как и у флага Нидерландов.
Изображение восстающего льва, голова которого смотрит в сторону древка, занимает три четверти высоты флага и равноудалено от верхнего и нижнего краёв полотнища. Оно расположено не в центре полотнища, а приблизительно на одной третьей от его ширины, считая от древка. Красная фигура льва обведена чёрным контуром.

## История
Настоящий флаг был предложен Советом депутатов провинции 15 октября 1985 года, а 24 октября Провинциальные штаты подтвердили, что с 1 января 1986 года флаг станет официальным.
Данный флаг — второй за историю провинции. С 22 июня 1948 года символом Южной Голландии являлся жёлто-красно-жёлтый горизонтальный триколор. Решение сменить флаг было вызвано желанием привнести в дизайн традиционную голландскую символику. Современный флаг напоминает знамёна голландских графов, использовавшиеся со времён крестовых походов.